# CAA 아레나
CAA 아레나(CAA Arena)은 캐나다 온타리오주 벨빌에 위치한 실내 경기장이다. 현재 AHL 벨빌 세너터스의 홈경기장으로 사용하고 있다.